# Phytomyza grisescens
Phytomyza grisescens este o specie de muște din genul Phytomyza, familia Agromyzidae, descrisă de Friedrich Georg Hendel în anul 1920. Conform Catalogue of Life specia Phytomyza grisescens nu are subspecii cunoscute.